# Фатос Таріфа
Фатос Таріфа (алб. Fatos Tarifa, народився у 1954 році) — албанський соціолог і дипломат.

## Освіта
Таріфа має два ступені доктора філософії: з політології (університет Тірани) і соціології (Університет Північної Кароліни в Чапел-Хілл). З 1981 року він став викладачем Школи політології та юриспруденції при Тиранськом університеті, де також займався дослідженням. У 1992 році отримав грант за програмою Фулбрайта від Департаменту соціології Університету Північної Кароліни в Чапел-Гілл.

## Діяльність
Таріфа працював послом Албанії в Нідерландах (1998–2001) і США (2001–2005). В даний час є професором соціології та міжнародних відносин, а також директором інституту досліджень демократії та розвитку в Нью-Йоркському університеті Тирани. Він займався дослідженнями в Тиранському університеті, Європейському університеті Тирани, Міжнародному інституті соціальних досліджень Гааги, Вебстерському університеті в Лейдені, Університеті Кемпбелла (Північна Кароліна), Університеті Північної Кароліни в Чапел-Хілл і Університеті Східного Мічигану. Читав лекції в Університеті Дьюка, Стенфордському університеті, Нью-Йоркському університеті, Гарвардському університеті, Браунівському університеті, Каліфорнійському університеті в Берклі, Університеті Тафтса, Ессекському університеті і Амстердамському університеті.
Тарифу є автором більш ніж 45 книг і 90 статей в журналах. Його книги та статті охоплюють різні теми: від переходу до демократії та соціальних змін у Східній Європі до розвитку людського співтовариства і міжнародних відносин. У 1998 році став головним редактором журналу «Sociological Analysis» в Чапел-Хілл, пропрацювавши на цій посаді 15 років. Член Міжнародної рекомендаційної ради видань «Journal of Social Sciences» і «Journal of Applied Social Science». В Албанії же він відомий як основоположник соціології не тільки як науки, але і як навчальної дисципліни у вузах країни. Отримав прізвисько «батько албанської соціології».

## Відомі публікації
- The First Decade and After (2000) – ISBN 90-6490-044-2;
- The Breakdown of State Socialism and the Emerging Post-Socialist Order (2001) – ISBN 90-6490-045-0;
- Culture, Ideology, and Society (2001) – ISBN 90-806178-2-2;
- The Quest for Legitimacy and the Withering Away of Utopia (2001) – ISBN 90-806178-3-0;
- The Balkans: A Mission neither Accomplished nor Impossible (2002) – ISBN 90-806178-1-4;
- To Albania, with Love (2007) – ISBN 0-7618-3590-3;
- Europe Adrift on the Wine-Dark Sea (2007) – ISBN 978-0-9776662-8-7;
- Jeta shoqerore si eksperience sociologjike [Social Life as Sociological Experience] (2007) – ISBN 978-99943-44-20-8;
- Saga e dy kontinenteve [The Tale of Two Continents] (2007) – ISBN 978-99943-44-38-3;
- Vengeance is Mine: Justice Albanian Style (2008) – ISBN 978-0-9801896-0-5;
- Amerikanofobia dhe anti-amerikanizmi europian [Americanophobia and Anti-Americanism in Europe] (2008) – ISBN 978-99943-44-87-1;
- Europa e pabashkuar [Ununited Europe] (2009) – ISBN 978-99956-38-02-3;
- Paradigma e tranzicionit demokratik [The Paradigm of Democratic Transition] (2009) – ISBN 978-99956-38-24-5;
- Kaloresit e humbur te kryqezates anti-Kadare [The Defeated Warriors of the anti-Kadare Crusade] (2010) – ISBN 978-99956-38-41-2;
- Rilindja e Europes [Europe's Renaissance] (2010) – ISBN 978-99956-38-47-4;
- Fati i nje shekulli [The Fate of a Century] (2010) – ISBN 978-99956-38-51-1;
- Letters to America / Letra Amerikes (2011) – ISBN 978-99956-38-94-8;
- Dinamika e modernitetit pluralizues [The Dynamics of Pluralizing Modernity] (2012) - ISBN 9789928060365
- Politika dhe historia [Politics and History] (2012) - ISBN 978-99956-39-50-1;
- Dija, universiteti dhe demokracia [Knowledge, the University, and Democracy] (2012) - ISBN 978-99280-60-47-1;
- Pamundesia e projektit europian [The Impossibility of the European Project] (2013) - ISBN 978-99281-65-23-7;
- Shkencat e shoqërisë: Sociologjia si disiplinë integruese për studimin e jetës shoqërore [The Sciences of Society: Sociology as an Integrative Discipline for the Study of Social Life] with a Foreword by Anthony Giddens (2013) - ISBN 978-99281-64-44-5;
- Përplasje qytetërimesh? Radikalizmi islamik në kontekst historik dhe politik [Clash of Civilizations? Radical Islam in Historical and Political Contexts] (2013) - ISBN 978-99281-64-75-9;
- Arsim i lartë për një shoqëri të hapur [Higher Education for an Open Society] (2013) - ISBN 978-99956-39-51-8;
- Politika si gramatikë dhe metaforë [Politics as Grammar and Metaphor] (2014) - ISBN 978-99281-64-85-8;
- Imagjinata sociologjike dhe bota jonë sociale [The Sociological Imagination and Our Social World] (2014) - ISBN 978-99281-64-92-6;
- Një botë e mbarsur për shekullin e 21-të [A World Loaded for the 21st Century] (2014) - ISBN 978-99281-64-96-4;
- Bona fide (2014) - ISBN 978-99281-86-14-0;
- Hakmarrja është imja: Morfologjia sociale dhe gramatika morale e gjakmarrjes [Vengeance is Mine: The Social Morphology and Moral Grammar of Vengeance] (2014);